# Боуз-Лайон, Томас, 11-й граф Стратмор и Кингхорн
Томас Лайон-Боуз, 11-й граф Стратмор и Кингхорн (англ. Thomas Lyon-Bowes, 11th Earl of Strathmore and Kinghorne; 3 мая 1773 — 27 августа 1846) — шотландский дворянин и пэр.

## Биография
Родился 3 мая 1773 года в Дареме (графство Дарем, Англия). Третий (младший) сын Джона Боуза, 9-го графа Стратмора и Кингхорна (1737—1776), и Мэри Боуз, графини Стратмор и Кингхорн (1749—1800). Он получил образование в Итонском колледже и в Пембрук-колледже Кембриджского университета.
Его мать была автором стихотворной драмы «Осада Иерусалима» (1769). Он был прапрадедом королевы-матери Елизаветы.
Главный шериф графства Лестершир в 1810 году.
Старшим братом Томаса был Джон Лайон-Боуз, 10-й граф Стратмор и Кингхорн (1769—1820), у которого был долгий роман с Мэри Милнер. Их единственный сын Джон Боуз (1811—1885) был узаконен только после смерти отца. Он унаследовал большую часть недвижимости отца, но ни одного из его титулов.
Вторым братом был Джордж Боуз-Лайон (1771—1806), который женился на Мэри Торнхилл, но умер бездетным 26 декабря 1806 года. Томас Лайон-Боуз был их единственным законным наследником и стал новым графом Стратмором и Кингхорном 3 июля 1820 года.
Лорд Стратмор и Кингхорн скончался 27 августа 1846 года в возрасте 73 лет в Холирудском дворце в Эдинбурге.

## Браки и дети

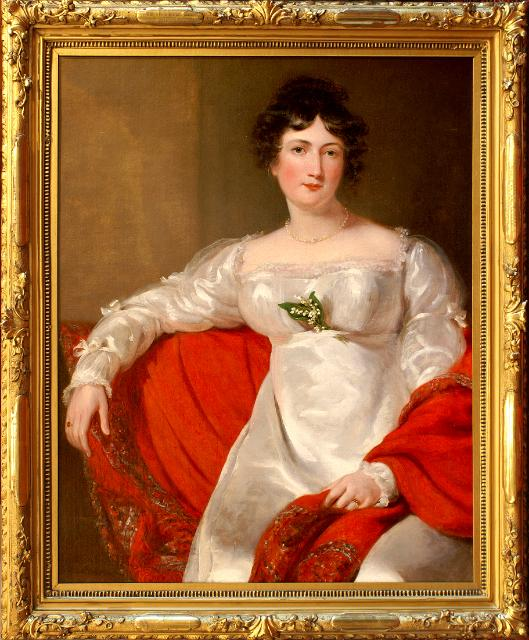
Мэри Элизабет Луиза Родни Карпентер (1783—1811), первая жена 11-го графа Стратмора и Кингхорна

Томас Боуз-Лайон был трижды женат. 25 марта 1800 года он женился в первый раз на Мэри Элизабет Луизе Родни Карпентер (1 января 1783 — 1 июня 1811), единственной дочери эсквайра Джорджа Карпентера (1713—1782). и его жены Мэри Элизабет Уолш (1758—1812). У супругов было двое детей:
- Томас Джордж Лайон-Боуз, лорд Глэмис (6 февраля 1801 — 27 января 1834). Отец Томаса Лайона-Боуза, 12-го графа Стратмора и Кингхорна, и Клода Боуза-Лайона, 13-го графа Стратмора и Кингхорна.
- Леди Мэри Изабелла Лайон-Боуз (8 августа 1802 — 11 сентября 1836)[5], в 1824 году она вышла замуж за Джона Уолпола Уиллиса (1793—1877).

Его второй женой была Элизабет Норткот, дочь полковника британской армии. Их брак был торжественно заключён в церкви Святого Георгия Мученика в Саутварке 6 сентября 1812 года. Нет никаких записей о том, когда и был ли расторгнут брак. У супругов была одна дочь:
- Леди Сара Элиза Боуз-Лайон (8 августа 1813 — 6 июня 1847). В 1834 году она вышла замуж в первый раз за Джорджа Августа Кэмпбелла (? — 1841) из Ост-Индской компании, сына Роберта Кэмпбелла (происходившего от Арчибальда Кэмпбелла, 2-го графа Аргайла)[7]; в 1843 году она вышла замуж во второй раз за генерала Чарльза Филиппа де Эйнсли[8].

8 декабря 1817 года Томас Лайон-Боуз женился на своей третьей жене, Марианне Чип (? — 23 октября 1849), дочери капитана Джона Чипа. Этот брак остался бездетным, но продлился до его смерти в 1846 году.
Его преемником на посту 12-го графа Стратмора стал его внук Томас Боуз-Лайон, 12-й граф Стратмор и Кингхорн (1822—1865).